# Монтсерадо
Монтсерадо е окръг в Либерия, с площ 1908 км² а населението, според преброяването през 2008 г., е 1 118 241 души. Разположен е в северозападната част на страната и има излаз на Атлантическия океан. Столица на окръга е град Бенсонвил. Столицата на Либерия, град Монровия, е разположен в Монстерадо. Окръга се дели на 4 района.